# Šljivoševci
Šljivoševci – wieś w Chorwacji, w żupanii osijecko-barańskiej, w gminie Magadenovac. W 2011 roku liczyła 351 mieszkańców.